# Старт (Луїзіана)
Старт (англ. Start) — переписна місцевість (CDP) в США, в окрузі Ричленд штату Луїзіана. Населення — 982 особи (2020).

## Географія
Старт розташований за координатами 32°29′27″ пн. ш. 91°51′56″ зх. д. / 32.49083° пн. ш. 91.86556° зх. д. (32.490879, -91.865624).  За даними Бюро перепису населення США в 2010 році переписна місцевість мала площу 9,34 км², з яких 9,10 км² — суходіл та 0,25 км² — водойми.

## Демографія
Згідно з переписом 2010 року, у переписній місцевості мешкало 905 осіб у 351 домогосподарстві у складі 266 родин. Густота населення становила 97 осіб/км².  Було 380 помешкань (41/км²).
Расовий склад населення:
| - 95,5 % — білих - 3,2 % — чорних або афроамериканців - 0,2 % — корінних американців - 0,1 % — азіатів |

До двох чи більше рас належало 0,6 %. Частка іспаномовних становила 0,8 % від усіх жителів.
За віковим діапазоном населення розподілялося таким чином: 25,7 % — особи молодші 18 років, 61,4 % — особи у віці 18—64 років, 12,9 % — особи у віці 65 років та старші. Медіана віку мешканця становила 37,0 року. На 100 осіб жіночої статі у переписній місцевості припадало 98,5 чоловіків;  на 100 жінок у віці від 18 років та старших — 97,1 чоловіків також старших 18 років.
Середній дохід на одне домашнє господарство  становив 66 218 доларів США (медіана — 61 953), а середній дохід на одну сім'ю — 83 173 долари (медіана — 77 019). Медіана доходів становила 59 042 долари для чоловіків та 38 542 долари для жінок. За межею бідності перебувало 11,5 % осіб, у тому числі 12,0 % дітей у віці до 18 років та 15,5 % осіб у віці 65 років та старших.
Цивільне працевлаштоване населення становило 534 особи. Основні галузі зайнятості: інформація — 15,2 %, освіта, охорона здоров'я та соціальна допомога — 13,5 %, роздрібна торгівля — 10,5 %, транспорт — 9,0 %.